# Copa de Castilla y León de fútbol
La Copa de Castilla y León de fútbol es un torneo de fútbol entre clubes de Castilla y León.

## Historia

### Orígenes de la competición
En 1923 se crea el Campeonato Regional Castellano-Leonés, en el que tomaron parte equipos de Salamanca, Zamora, León, Burgos, Palencia y Valladolid. Este torneo era clasificatorio para disputar la fase nacional de la Copa del Rey.
Se celebraron ocho ediciones hasta 1931, siendo la Cultural y Deportiva Leonesa el equipo que más copas ganó, con cuatro. Además, también se proclamaron campeones de Castilla y León la Unión Deportiva Española (Salamanca), el Club Deportivo Español (Valladolid), la Real Unión Deportiva (Valladolid) y el Real Valladolid.
El formato de esta competición era una liga a doble vuelta, por lo que no había fases finales con eliminación directa. Aunque es curioso el caso de la edición de 1929, ya que al final del torneo, la Cultural y Deportiva Leonesa y el Real Valladolid quedaron empatados a puntos, lo que provocó que se jugase un partido de desempate celebrado en Madrid con victoria leonesa por 4-3.
A partir de 1931 el torneo deja de celebrarse y los equipos se inscriben en otros torneos regionales, como el Palencia en la Copa Cantabria, los clubes de León en la Copa Asturias y muchos otros en el Campeonato Centro.

### Trofeo Federación Oeste de Fútbol (1971-74)
Durante tres temporadas, la Federación Oeste de Fútbol (actual Real Federación de Castilla y León de Fútbol) organizó la competición con los mejores equipos de Castilla y León.

#### I Trofeo Federación Oeste de Fútbol 1971-72
| Real Valladolid  | 2-1 | Burgos C.F.      |
| Real Valladolid  | 1-0 | Cultural Leonesa |
| Burgos C.F.      | 1-2 | Real Valladolid  |
| Burgos C.F.      | 2-0 | Cultural Leonesa |
| Cultural Leonesa | 2-3 | Real Valladolid  |
| Cultural Leonesa | 3-4 | Burgos C.F.      |

#### II Trofeo Federación Oeste de Fútbol 1972-73
|  | Semifinales | Semifinales      | Semifinales      |                  |             | Final       | Final | Final |  |
|  |             |                  |                  |                  |             |             |       |       |  |
|  |             |                  |                  |                  |             |             |       |       |  |
|  | 1           | Burgos C.F.      | 2-1              |                  |             |             |       |       |  |
|  | 1           | Burgos C.F.      | 2-1              |                  |             |             |       |       |  |
|  | 4           | Real Valladolid  | 2-2              |                  |             |             |       |       |  |
|  | 4           | Real Valladolid  | 2-2              |                  | Burgos C.F. | Burgos C.F. | 3-2   |       |  |
|  |             |                  |                  |                  | Burgos C.F. | Burgos C.F. | 3-2   |       |  |
|  |             |                  | Cultural Leonesa | Cultural Leonesa | 2-0         |             |       |       |  |
|  | 3           | U.D. Salamanca   | Cultural Leonesa | Cultural Leonesa | 2-0         | 1-2         |       |       |  |
|  | 3           | U.D. Salamanca   |                  |                  |             | 1-2         |       |       |  |
|  | 2           | Cultural Leonesa | 1-1              |                  |             |             |       |       |  |
|  | 2           | Cultural Leonesa | 1-1              |                  |             |             |       |       |  |
|  |             |                  |                  |                  |             |             |       |       |  |

- Tercer y cuarto puesto

| U.D. Salamanca  | Real Valladolid | 1-1 |
| Real Valladolid | U.D. Salamanca  | 0-2 |

#### III Trofeo Federación Oeste de Fútbol 1973-74
|  | Semifinales | Semifinales      | Semifinales |             |                 | Final           | Final | Final |  |
|  |             |                  |             |             |                 |                 |       |       |  |
|  |             |                  |             |             |                 |                 |       |       |  |
|  | 1           | Cultural Leonesa | 2-2         |             |                 |                 |       |       |  |
|  | 1           | Cultural Leonesa | 2-2         |             |                 |                 |       |       |  |
|  | 4           | Real Valladolid  | 4-0         |             |                 |                 |       |       |  |
|  | 4           | Real Valladolid  | 4-0         |             | Real Valladolid | Real Valladolid | 1     |       |  |
|  |             |                  |             |             | Real Valladolid | Real Valladolid | 1     |       |  |
|  |             |                  | Burgos C.F. | Burgos C.F. | 0               |                 |       |       |  |
|  | 3           | Burgos C.F.      | Burgos C.F. | Burgos C.F. | 0               | 3-1             |       |       |  |
|  | 3           | Burgos C.F.      |             |             |                 | 3-1             |       |       |  |
|  | 2           | U.D. Salamanca   | 3-2         |             |                 |                 |       |       |  |
|  | 2           | U.D. Salamanca   | 3-2         |             |                 |                 |       |       |  |
|  |             |                  |             |             |                 |                 |       |       |  |

#### Palmarés
| Ed. | Temp.   | Campeón          | Subcampeón  | Res.      |
| --- | ------- | ---------------- | ----------- | --------- |
| I   | 1971-72 | Real Valladolid  | Burgos C.F. | Liga      |
| II  | 1972-73 | Cultural Leonesa | Burgos C.F. | 3-2 / 2-0 |
| III | 1973-74 | Real Valladolid  | Burgos C.F. | 1-0       |

### Trofeo Castilla y León (1985)
En 1985 y bajo el auspicio de la Junta de Castilla y León, se recupera esta competición bajo el nombre de Trofeo Castilla y León. Se celebró una única edición en agosto de 1985, en la que venció el Real Valladolid. Paralelamente se disputó una edición para juveniles, en la que también salió vencedor el Real Valladolid.
|  | Octavos de final    | Octavos de final    | Octavos de final    |   |  | Cuartos de final         | Cuartos de final         | Cuartos de final         |  |  | Semifinales                   | Semifinales                   | Semifinales                   |  |  | Final                | Final                | Final                |
|  | 3 de agosto de 1985 | 3 de agosto de 1985 | 3 de agosto de 1985 |   |  | 3 a 11 de agosto de 1985 | 3 a 11 de agosto de 1985 | 3 a 11 de agosto de 1985 |  |  | 13, 15 y 18 de agosto de 1985 | 13, 15 y 18 de agosto de 1985 | 13, 15 y 18 de agosto de 1985 |  |  | 25 de agosto de 1985 | 25 de agosto de 1985 | 25 de agosto de 1985 |
|  |                     |                     |                     |   |  |                          |                          |                          |  |  |                               |                               |                               |  |  |                      |                      |                      |
|  |                     |                     |                     |   |  |                          |                          |                          |  |  |                               |                               |                               |  |  |                      |                      |                      |
|  |                     |                     |                     |   |  |                          |                          |                          |  |  |                               |                               |                               |  |  |                      |                      |                      |
|  |                     |                     |                     |   |  |                          |                          |                          |  |  |                               |                               |                               |  |  |                      |                      |                      |
|  |                     |                     |                     |   |  |                          |                          |                          |  |  |                               |                               |                               |  |  |                      |                      |                      |
|  |                     |                     |                     |   |  |                          |                          |                          |  |  |                               |                               |                               |  |  |                      |                      |                      |
|  | Real Ávila          | 1                   | 2                   |   |  |                          |                          |                          |  |  |                               |                               |                               |  |  |                      |                      |                      |
|  | Real Ávila          | 1                   | 2                   |   |  |                          |                          |                          |  |  |                               |                               |                               |  |  |                      |                      |                      |
|  |                     | Zamora              | 1                   | 1 |  |                          |                          |                          |  |  |                               |                               |                               |  |  |                      |                      |                      |
|  |                     | Zamora              | 1                   | 1 |  |                          |                          |                          |  |  |                               |                               |                               |  |  |                      |                      |                      |
|  |                     |                     |                     |   |  |                          |                          |                          |  |  |                               |                               |                               |  |  |                      |                      |                      |
|  |                     |                     |                     |   |  |                          |                          |                          |  |  |                               |                               |                               |  |  |                      |                      |                      |
|  | Real Ávila          | 0                   |                     |   |  |                          |                          |                          |  |  |                               |                               |                               |  |  |                      |                      |                      |
|  | Real Ávila          | 0                   |                     |   |  |                          |                          |                          |  |  |                               |                               |                               |  |  |                      |                      |                      |
|  |                     | Real Valladolid     | 3                   |   |  |                          |                          |                          |  |  |                               |                               |                               |  |  |                      |                      |                      |
|  |                     | Real Valladolid     | 3                   |   |  |                          |                          |                          |  |  |                               |                               |                               |  |  |                      |                      |                      |
|  |                     |                     |                     |   |  |                          |                          |                          |  |  |                               |                               |                               |  |  |                      |                      |                      |
|  |                     |                     |                     |   |  |                          |                          |                          |  |  |                               |                               |                               |  |  |                      |                      |                      |
|  | C.D. Numancia       | 0                   |                     |   |  |                          |                          |                          |  |  |                               |                               |                               |  |  |                      |                      |                      |
|  | C.D. Numancia       | 0                   |                     |   |  |                          |                          |                          |  |  |                               |                               |                               |  |  |                      |                      |                      |
|  |                     | Real Valladolid     | 4                   |   |  |                          |                          |                          |  |  |                               |                               |                               |  |  |                      |                      |                      |
|  | G. Segoviana        | Real Valladolid     | 4                   | 1 |  |                          |                          |                          |  |  |                               |                               |                               |  |  |                      |                      |                      |
|  | G. Segoviana        |                     |                     |   |  |                          |                          |                          |  |  |                               |                               |                               |  |  |                      |                      |                      |
|  | Real Valladolid     | 3                   |                     |   |  |                          |                          |                          |  |  |                               |                               |                               |  |  |                      |                      |                      |
|  | Real Valladolid     | 3                   | Real Valladolid     | 4 |  |                          |                          |                          |  |  |                               |                               |                               |  |  |                      |                      |                      |
|  |                     |                     |                     |   |  |                          |                          |                          |  |  |                               |                               |                               |  |  |                      |                      |                      |
|  |                     | U.D. Salamanca      | 1                   |   |  |                          |                          |                          |  |  |                               |                               |                               |  |  |                      |                      |                      |
|  |                     | U.D. Salamanca      | 1                   |   |  |                          |                          |                          |  |  |                               |                               |                               |  |  |                      |                      |                      |
|  |                     |                     |                     |   |  |                          |                          |                          |  |  |                               |                               |                               |  |  |                      |                      |                      |
|  |                     |                     |                     |   |  |                          |                          |                          |  |  |                               |                               |                               |  |  |                      |                      |                      |
|  | Real Burgos         | 2                   | 1                   |   |  |                          |                          |                          |  |  |                               |                               |                               |  |  |                      |                      |                      |
|  | Real Burgos         | 2                   | 1                   |   |  |                          |                          |                          |  |  |                               |                               |                               |  |  |                      |                      |                      |
|  |                     | C.F. Palencia       | 0                   | 6 |  |                          |                          |                          |  |  |                               |                               |                               |  |  |                      |                      |                      |
|  |                     | C.F. Palencia       | 0                   | 6 |  |                          |                          |                          |  |  |                               |                               |                               |  |  |                      |                      |                      |
|  |                     |                     |                     |   |  |                          |                          |                          |  |  |                               |                               |                               |  |  |                      |                      |                      |
|  |                     |                     |                     |   |  |                          |                          |                          |  |  |                               |                               |                               |  |  |                      |                      |                      |
|  | C.F. Palencia       | 1                   | 0                   |   |  |                          |                          |                          |  |  |                               |                               |                               |  |  |                      |                      |                      |
|  | C.F. Palencia       | 1                   | 0                   |   |  |                          |                          |                          |  |  |                               |                               |                               |  |  |                      |                      |                      |
|  |                     | U.D. Salamanca      | 1                   | 1 |  |                          |                          |                          |  |  |                               |                               |                               |  |  |                      |                      |                      |
|  |                     | U.D. Salamanca      | 1                   | 1 |  |                          |                          |                          |  |  |                               |                               |                               |  |  |                      |                      |                      |
|  |                     |                     |                     |   |  |                          |                          |                          |  |  |                               |                               |                               |  |  |                      |                      |                      |
|  |                     |                     |                     |   |  |                          |                          |                          |  |  |                               |                               |                               |  |  |                      |                      |                      |
|  | Cultural Leonesa    | 1                   | 1                   |   |  |                          |                          |                          |  |  |                               |                               |                               |  |  |                      |                      |                      |
|  | Cultural Leonesa    | 1                   | 1                   |   |  |                          |                          |                          |  |  |                               |                               |                               |  |  |                      |                      |                      |
|  |                     | U.D. Salamanca      | 0                   | 3 |  |                          |                          |                          |  |  |                               |                               |                               |  |  |                      |                      |                      |
|  |                     | U.D. Salamanca      | 0                   | 3 |  |                          |                          |                          |  |  |                               |                               |                               |  |  |                      |                      |                      |
|  |                     |                     |                     |   |  |                          |                          |                          |  |  |                               |                               |                               |  |  |                      |                      |                      |
|  |                     |                     |                     |   |  |                          |                          |                          |  |  |                               |                               |                               |  |  |                      |                      |                      |

#### Octavos de final
| 3 de agosto de 1985 | G. Segoviana | 1 - 3 | Real Valladolid                                   | La Albuera, Segovia                              |                                                  |
|                     | Cid 60'      |       | 33' Aravena (pen.) · 49' Jorge · 70' Jorge (pen.) | Asistencia: 2000 espectadores Árbitro(s): Méndez | Asistencia: 2000 espectadores Árbitro(s): Méndez |

#### Cuartos de final
| 5 de agosto de 1985 | Real Ávila  | 1 - 1 | Zamora            | Adolfo Suárez, Ávila                                      |                                                           |
|                     | Utrilla 94' |       | 68' Manolo (pen.) | Asistencia: 2000 espectadores Árbitro(s): Zapatero Maroto | Asistencia: 2000 espectadores Árbitro(s): Zapatero Maroto |

| 10 de agosto de 1985 | Zamora    | 1 - 2 | Real Ávila                  | Ramiro Ledesma, Zamora                                 |                                                        |
|                      | Flores 8' |       | 64' Enríquez · 75' Enríquez | Asistencia: 1000 espectadores Árbitro(s): Cuesta Girón | Asistencia: 1000 espectadores Árbitro(s): Cuesta Girón |

| 10 de agosto de 1985 | C.D. Numancia | 0 - 4 | Real Valladolid                                     | Los Pajaritos, Soria                                    |                                                         |
|                      |               |       | 20' Eusebio · 69' Víctor · 87' Eusebio · 89' Víctor | Asistencia: 2000 espectadores Árbitro(s): Calvo Córdova | Asistencia: 2000 espectadores Árbitro(s): Calvo Córdova |

| 3 de agosto de 1985 | Real Burgos                | 2 - 0 | C.F. Palencia | El Plantío, Burgos                                                     |                                                                        |
|                     | Goyo (pen.) 66' · Mata 90' |       |               | Asistencia: 2500 espectadores Árbitro(s): Teodosio Hernández Velázquez | Asistencia: 2500 espectadores Árbitro(s): Teodosio Hernández Velázquez |

| 10 de agosto de 1985 | C.F. Palencia                                                                               | 6 - 1 | Real Burgos | La Balastera, Palencia                                                 |                                                                        |
|                      | Moreno (pen.) 13' · Toño 33' · Álvarez 36' · Moreno (pen.) 52' · Benítez 55' · Valentín 71' |       | 22' Goyo    | Asistencia: 3000 espectadores Árbitro(s): Teodosio Hernández Velázquez | Asistencia: 3000 espectadores Árbitro(s): Teodosio Hernández Velázquez |

| 6 de agosto de 1985 | Cultural Leonesa | 1 - 0 | U.D. Salamanca | La Puentecilla, León                                      |                                                           |
|                     | Casimiro 9'      |       |                | Asistencia: 1000 espectadores Árbitro(s): Fernández Macho | Asistencia: 1000 espectadores Árbitro(s): Fernández Macho |

| 11 de agosto de 1985 | U.D. Salamanca                              | 3 - 1 | Cultural Leonesa | El Helmántico, Salamanca                                    |                                                             |
|                      | Montero (pen.) 5' · Montero 30' · Biota 80' |       | 20' Eutiquio     | Asistencia: 6000 espectadores Árbitro(s): Delgado Santacruz | Asistencia: 6000 espectadores Árbitro(s): Delgado Santacruz |

#### Semifinales
| 13 de agosto de 1985 | Real Ávila | 0 - 3 | Real Valladolid                       | Adolfo Suárez, Ávila                                       |                                                            |
|                      |            |       | 52' Eusebio · 61' Jorge · 86' Fonseca | Asistencia: 2000 espectadores Árbitro(s): Zambrano Pajarón | Asistencia: 2000 espectadores Árbitro(s): Zambrano Pajarón |

| 15 de agosto de 1985 | C.F. Palencia | 1 - 1 | U.D. Salamanca | La Balastera, Palencia                                        |                                                               |
|                      | Valentín 49'  |       | 50' Biota      | Asistencia: 3000 espectadores Árbitro(s): Barrenechea Montero | Asistencia: 3000 espectadores Árbitro(s): Barrenechea Montero |

| 18 de agosto de 1985 | U.D. Salamanca | 1 - 0 | C.F. Palencia | El Helmántico, Salamanca                                    |                                                             |
|                      | Biota 113'     |       |               | Asistencia: 7000 espectadores Árbitro(s): Delgado Santacruz | Asistencia: 7000 espectadores Árbitro(s): Delgado Santacruz |

#### Final
| 25 de agosto de 1985                                                            | Real Valladolid                                 | 4 - 1 | U.D. Salamanca | Nuevo Estadio José Zorrilla, Valladolid                     |                                                             |
|                                                                                 | Eusebio 26' · Duque 45' · Jorge 47' · Jorge 60' |       | 2' Marcelino   | Asistencia: 8000 espectadores Árbitro(s): Delgado Santacruz | Asistencia: 8000 espectadores Árbitro(s): Delgado Santacruz |
| En la final del trofeo juvenil, el Real Valladolid ganó 3-1 a la U.D. Salamanca |                                                 |       |                |                                                             |                                                             |

#### Goleadores
| # | Jugador | Equipo          | Goles |
| - | ------- | --------------- | ----- |
| 1 | Jorge   | Real Valladolid | 5     |
| 2 | Eusebio | Real Valladolid | 4     |
| 3 | Biota   | U.D. Salamanca  | 3     |

#### Palmarés
| Ed. | Año  | Sede y estadio Final       | Campeón         | Subcampeón     | Res. | Máximo goleador         |
| --- | ---- | -------------------------- | --------------- | -------------- | ---- | ----------------------- |
| I   | 1985 | Valladolid (José Zorrilla) | Real Valladolid | U.D. Salamanca | 4-1  | Jorge Real Valladolid 5 |

## Ediciones en la actualidad (desde 2009)
Tanto desde la FCYLF como de los propios clubes siempre se quiso realizar una competición a nivel autonómico que complementara la formación de los equipos. Incluso la propia Federación autonómica anunció en a principios de la década de los 2000, su intención en la creación de la competición.
Por parte de lo clubes más importantes de la comunidad, también se acogía con buen agrado la creación de la competición. Como se puede leer en El Norte de Castilla (23-04-1996, pág. 37), donde se venía a decir que la directiva del Real Valladolid y la U.D. Salamanca anunciaron su intención de organizar, junto a los organismos autonómicos, un trofeo regional de fútbol en Castilla y León, una comunidad en la que al no tener televisiones autonómicas, a lo clubes de fútbol no se les ofertan los contratos millonarios que tienen equipos de otras autonomías.
En 2008 se hizo un amago de puesta en marcha de la competición,  pero este torneo nunca salió adelante. Se comentó la posibilidad de que Miranda de Ebro (Burgos) fuese la sede del torneo, debido a que el Club Deportivo Mirandés era el vigente campeón del grupo castellano y leonés de Tercera División, pero tal circunstancia nunca fue confirmada debido a la no salida adelante de este torneo. Al año siguiente, en 2009, la Federación de Castilla y León de Fútbol decidió que la Copa Castilla y León volviera a disputarse, siendo el primer ganador de esta nueva etapa la Unión Deportiva Salamanca.

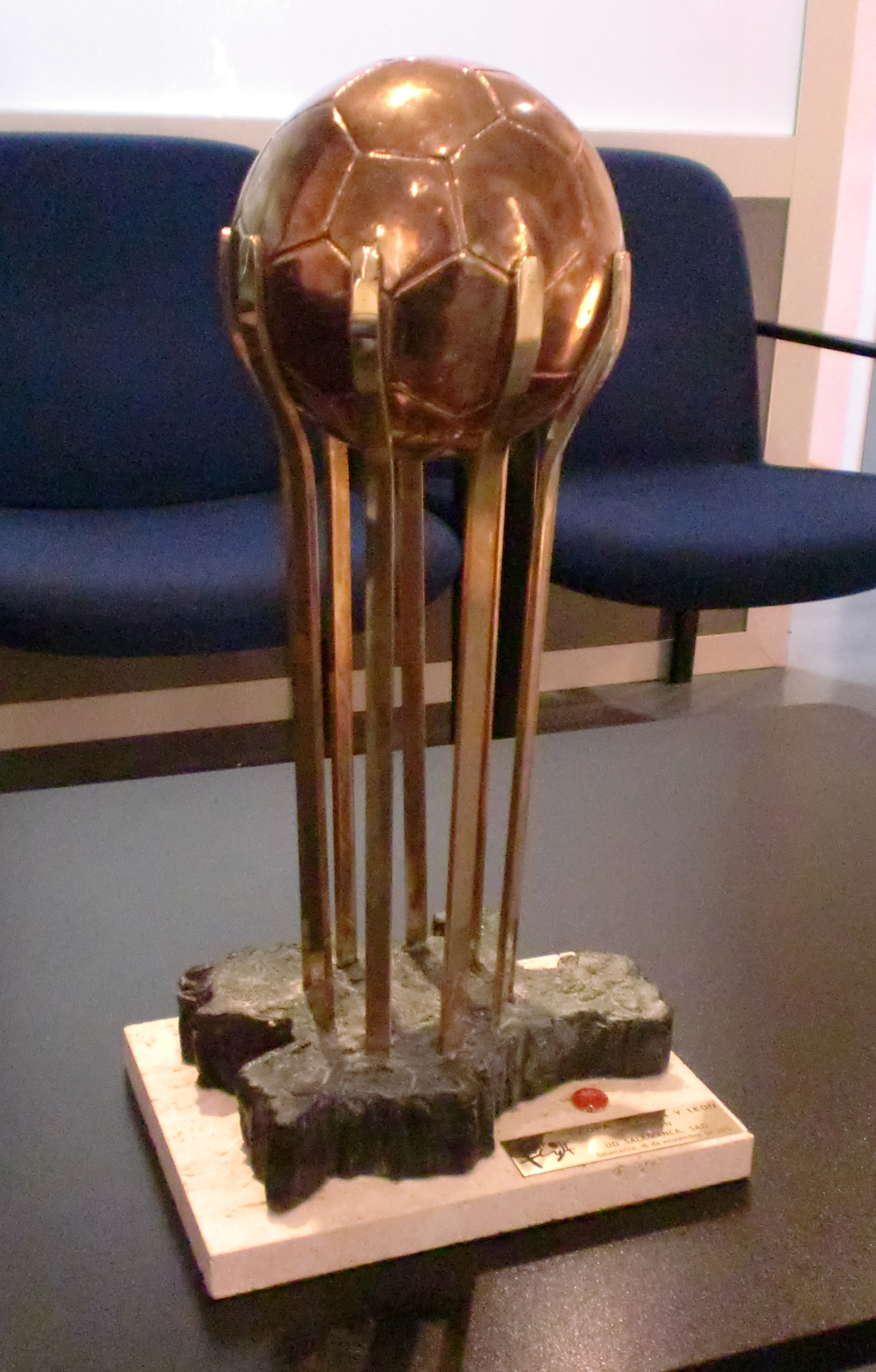

### Trofeo

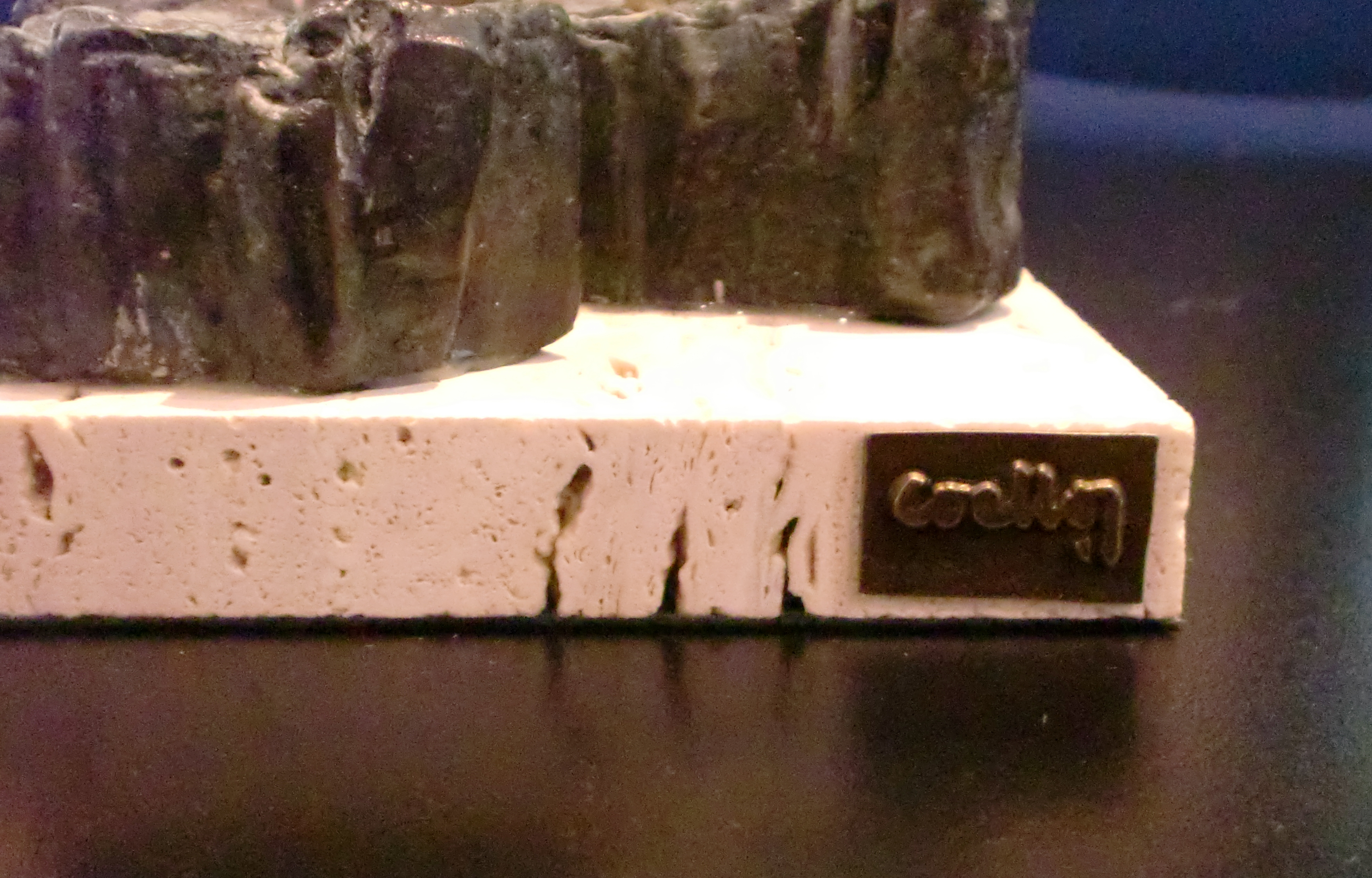
El trofeo está firmado por su autor, Andrés Coello.

El trofeo que acredita al campeón de Castilla y León, realizado por el escultor vallisoletano Andrés Coello, representa la figura de la silueta de la comunidad de Castilla y León sobre la que se levantan las nueve provincias en forma de barras que culminan con un balón de fútbol.

### Participaciones por equipo
| Equipo / Edición          |      |      |      |      |      | Part. |
| Equipo / Edición          | I    | II   | III  | IV   | V    | Part. |
| ------------------------- | ---- | ---- | ---- | ---- | ---- | ----- |
| C.D. Mirandés             | 09º  | 10.º | 01°  | 01°  | 04°  | 5     |
| U.D. Salamanca            | 01°  | 02°  | 08º  | 05º  |      | 4     |
| S.D. Ponferradina         | 05º  | 01°  | 04°  | 07º  | 02°  | 5     |
| Real Valladolid           | 02°  | 07º  | 03°  | 02°  | 03°  | 5     |
| C.F. Palencia             | 03°  | 03°  | 12.º | 13.º |      | 4     |
| Burgos C.F.               | 07º  | 04°  | 11.º | 03°  | 09º  | 5     |
| Arandina C.F.             | 04°  | 09º  | 15.º | 12.º | 13.º | 5     |
| C.D. Guijuelo             | 06º  | 05º  | 09º  | 06º  | 10.º | 5     |
| C.D. Numancia             | 08º  | 06º  | 07º  | 08º  | 01°  | 5     |
| Atlético Bembibre         | 11.º |      | 05º  | 04°  | 12.º | 4     |
| Cultural Leonesa          | 10.º | 08º  | 10.º |      | 07º  | 4     |
| Zamora C.F.               | 12.º | 11.º | 17.º |      | 05º  | 4     |
| Real Ávila                |      | 12.º | 20.º | 11.º |      | 3     |
| Villaralbo Club de Fútbol |      |      | 02°  | 16.º |      | 2     |
| Atl. Astorga              |      |      | 18.º | 14.º | 08º  | 3     |
| C.D. Íscar                |      |      | 06º  |      |      | 1     |
| Cristo Atlético           |      |      |      | 09º  |      | 1     |
| La Virgen del Camino      |      |      |      | 10.º | 11.º | 2     |
| S.D.Almazán               |      |      | 13.º |      |      | 1     |
| C.D. Aguilar              |      |      | 14.º |      |      | 1     |
| CD La Granja              |      |      |      | 15.º | 06º  | 2     |
| Huracán Z                 |      |      | 16.º |      |      | 1     |
| Gimnástica Segoviana      |      |      | 19.º |      |      | 1     |

### Goleadores históricos
| # | Jugador          | Equipo        | Goles   |
| - | ---------------- | ------------- | ------- |
| 1 | Alain Arroyo     | C.D. Mirandés | 6       |
| 2 | Paulino          | C.F. Palencia | 5 (2p.) |
| * | Gustavo Terleira | Arandina C.F. | 5       |

#### Efemérides
| Gol | Jugador      | Equipo        | Partido                                  |
| --- | ------------ | ------------- | ---------------------------------------- |
| 1   | Paulino      | C.F. Palencia | Palencia 2 - Ponferradina 0 (30-07-2009) |
| 100 | David Alonso | C.D. Íscar    | Íscar 2 - Segoviana 0 (30-07-2011)       |
| 200 | Natalio      | C.D. Numancia | Burgos 0 - Numancia 4 (27-07-2013)       |

### Palmarés
| Ed. | Temp.   | Sede y estadio Final               | Campeón           | Subcampeón        | Res.      | Máximo goleador |
| --- | ------- | ---------------------------------- | ----------------- | ----------------- | --------- | --- |
| I   | 2009-10 | Salamanca (Helmántico)             | U.D. Salamanca    | Real Valladolid   | 2-1       | Azkorra U.D. Salamanca 4 Paulino C.F. Palencia 4 (2 pen.)                                                                                                 |
| II  | 2010-11 | Ponferrada (El Toralín)            | S.D. Ponferradina | U.D. Salamanca    | 1-1 (6-5) | Linares U.D. Salamanca 3 |
| III | 2011-12 | Villaralbo (Fernández García)      | C.D. Mirandés     | Villaralbo C.F.   | 1-0       | Alain Arroyo C.D. Mirandés 5 |
| IV  | 2012-13 | Miranda de Ebro (Anduva)           | C.D. Mirandés     | Real Valladolid   | 4-1       | Calderón Arandina C.F. 2 Dani Alonso Atlético Bembibre 2 Roberto Puente Atlético Bembibre 2 Javi Ballesteros C.D. Guijuelo 2 Rubén Díaz Real Valladolid 2 |
| V   | 2013-14 | Palencia (Estadio Nueva Balastera) | C.D. Numancia     | S.D. Ponferradina | 1-0       | Juanjo S.D. Ponferradina 3 Hugo Aguado Zamora C.F. 3 Luis Valcarce C.D. Numancia 3                                                                        |

## Cuadro de campeones
| # | Equipo            | Campeón | Subcampeón |
| - | ----------------- | ------- | ---------- |
| 1 | C.D. Mirandés     | 2       | 0          |
| 2 | U.D. Salamanca    | 1       | 1          |
| * | S.D. Ponferradina | 1       | 1          |
| 4 | C.D. Numancia     | 1       | 0          |
| 5 | Real Valladolid   | 0       | 2          |
| 6 | Villaralbo C.F.   | 0       | 1          |

## Copa de Castilla y León de fútbol femenino
| Ed. | Temp.   | Campeón                     | Subcampeón                | Res.      |
| --- | ------- | --------------------------- | ------------------------- | --------- |
| I   | 1991-92 | León Fútbol Femenino        | Valladolid F.F.           | Liga      |
| II  | 1992-93 | León Fútbol Femenino        | Distrito 20 F.F.          | Liga      |
| III | 1993-94 | León Fútbol Femenino        | C.D.F. Huracán            | Liga      |
| IV  | 1999-00 | Casa Social Católica        | Zamora Amigos del Duero   | 4-1       |
| V   | 2002-03 | CD Nuestra Señora Belén B   | Promesas Ponferrada       | 2-1 / 2-2 |
| VI  | 2005-06 | Femenino Trobajo del Camino | CD Navega                 | Liga      |
| VII | 2006-07 | CD Navega                   | CD Nuestra Señora Belén B | 1-1 / 4-2 |